# Pavel Pospíšil
Pavel Pospíšil (20. března 1944, Zlín – 15. prosince 2024) byl česko-německý kuchař, kterému se povedlo získat michelinskou hvězdu. Mezi jeho další úspěchy patřila jeho restaurace Merkurius, která získala 17 bodů od Gault-Millau, 4 F od Feinschmeckera a 4 vidličky Aral. Restaurace navíc patřila mezi dvacet nejlepších restaurací v Německu.

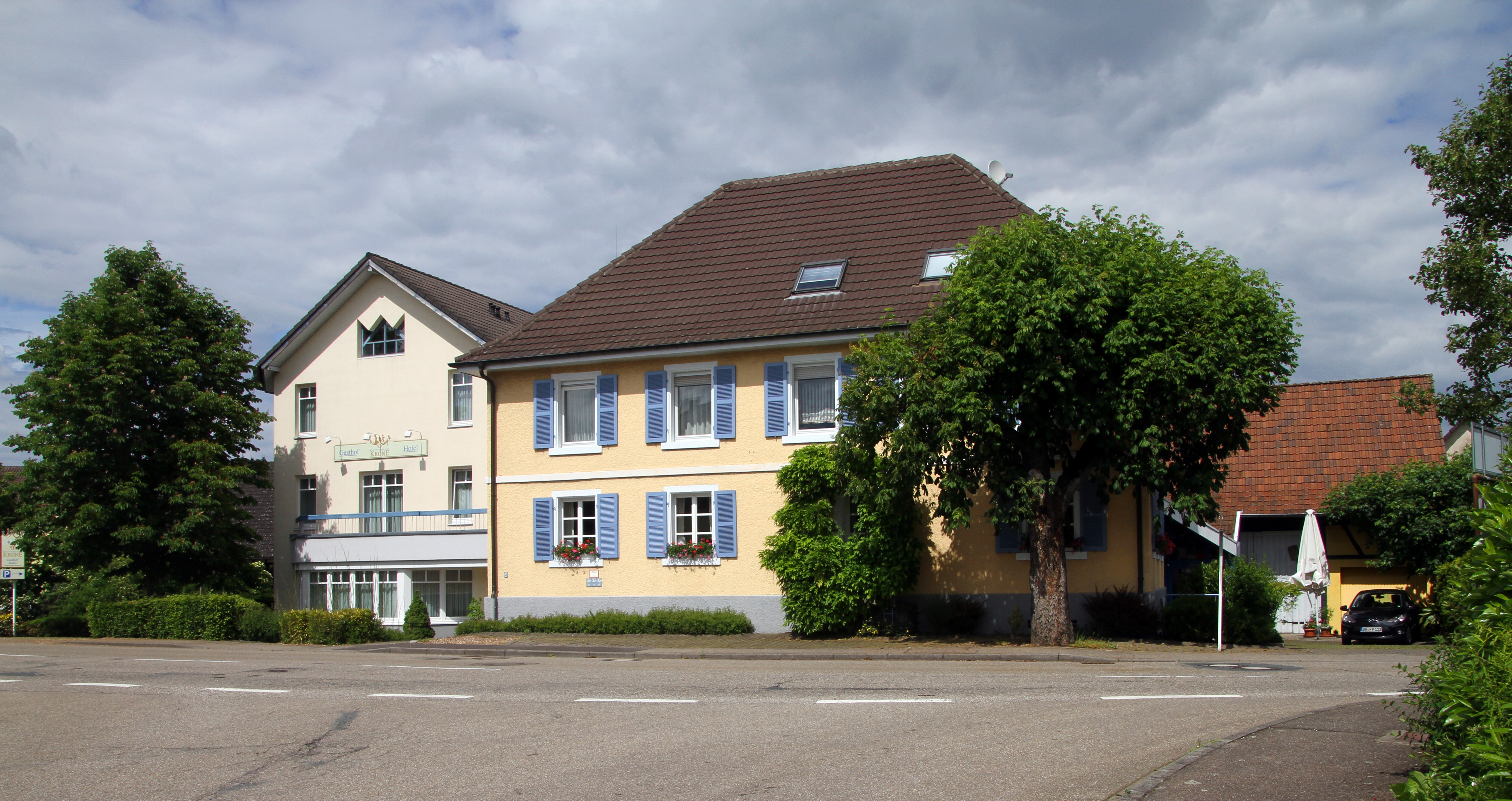
Restaurace a hotel Krone Pavla Pospíšila v Bühlu-Oberbruchu